# Thomas Joseph Tobin
Thomas Joseph Tobin (Pittsburgh, 1º aprile 1948) è un vescovo cattolico statunitense, dal 1º maggio 2023 vescovo emerito di Providence.

## Biografia
Thomas Joseph Tobin è nato a Pittsburgh, in Pennsylvania, il 1º aprile 1948.

### Formazione e ministero sacerdotale
Ha frequentato la scuola primaria della parrocchia di Santa Teresa e poi è entrato nel seminario minore "San Marco" di Erie, dove ha iniziato la formazione per il sacerdozio e ha svolto gli studi secondari che ha completato presso il Gannon College di Erie e al St. Francis College di Loretto conseguendo il Bachelor of Arts in lettere. Nel 1969 è stato inviato a Roma per studi. Ha preso residenza al Pontificio collegio americano del Nord. Nel 1972 ha ottenuto il baccalaureato in teologia presso la Pontificia Università Gregoriana e dal 1972 al 1973 ha studiato liturgia presso il Pontificio ateneo Sant'Anselmo.
Il 21 luglio 1973 è stato ordinato presbitero per la diocesi di Pittsburgh. In seguito è stato vicario parrocchiale della parrocchia di San Vito a New Castle dal 1973 al 1979 e della parrocchia di San Sebastiano a Ross Township dal 1979 al 1984. Nel contempo è stato anche confessore delle suore di "Villa Maria" dal 1974 al 1979 e delle suore vincenziane di Pittsburgh dal 1980 al 1984 e membro di varie commissioni diocesane, tra cui quella per il culto. Nel 1984 il vescovo Anthony Joseph Bevilacqua lo ha nominato suo segretario amministrativo, ufficio che ha mantenuto fino al 1987, quando è stato nominato vice-segretario generale della diocesi. Ha prestato servizio anche come giudice del tribunale diocesano dal 1984 al 1990, assistente direttore spirituale del seminario "San Paolo" a Crafton dal 1983 al 1987 e segretario del segretariato per le comunicazioni della diocesi nel 1989. Per diversi anni è stato membro del consiglio amministrativo della Conferenza cattolica della Pennsylvania. Nel gennaio del 1990 è stato nominato vicario generale, moderatore della curia e membro del collegio dei consultori.

### Ministero episcopale
Il 3 novembre 1992 papa Giovanni Paolo II lo ha nominato vescovo ausiliare di Pittsburgh e titolare di Novica. Ha ricevuto l'ordinazione episcopale il 27 dicembre successivo dal vescovo di Pittsburgh Donald William Wuerl, co-consacranti il vescovo di Greensburg Anthony Gerard Bosco e quello di Harrisburg Nicholas Carmen Dattilo.
Nel 2018 è stato pubblicato il rapporto del grand jury sulla gestione dei casi di abusi sessuali nelle diocesi della Pennsylvania. Esso descriveva dettagliatamente gli abusi avvenuti nella diocesi di Pittsburgh durante la sua permanenza come vescovo ausiliare dal 1992 al 1995. Tobin ha affermato di "essere venuto a conoscenza di episodi di abuso sessuale quando sono stati segnalati" ma che "non era il principale responsabile delle questioni del clero. [...] I problemi che coinvolgevano il clero sono stati gestiti direttamente dal vescovo diocesano con l'assistenza dell'ufficio del clero". Ha inoltre affermato di aver svolto "altri compiti amministrativi come bilanci, proprietà, personale diocesano, collaborando con gruppi consultivi".
Il 5 dicembre 1995 lo stesso papa Giovanni Paolo II lo ha nominato vescovo di Youngstown. Ha preso possesso della diocesi il 2 febbraio successivo.
Il 31 marzo 2005 lo stesso pontefice lo ha nominato vescovo di Providence. Ha preso possesso della diocesi il 31 maggio successivo con una cerimonia nella cattedrale dei Santi Pietro e Paolo a Providence.
Ben noto per la sua ferma posizione a favore della vita, il vescovo Tobin ha ricevuto diversi prestigiosi riconoscimenti tra cui il Defender of the Faith Award da Legatus, il Proudly Pro-Life Award dal National Right to Life Committee e il Cardinal von Galen Award da Human Life International. Ha anche esteso il raggio d'azione della diocesi di Providence con iniziative come il programma di assistenza al riscaldamento "Keep the Heat On", il rifugio di emergenza per i senzatetto Emmanuel House, la fornitura di abbonamenti per gli autobus a coloro che necessitano di servizi di trasporto e il sostegno alla comunità di rifugiati e immigrati nel Rhode Island.
Il vescovo Tobin ha ricevuto un dottorato onorario dalla sua alma mater, la St. Francis University di Loretto. È stato membro del consiglio di amministrazione dell'Università Salve Regina di Newport e dell'Università Cattolica d'America a Washington e ricopre tale ruolo presso il Providence College.
Ha pubblicato due libri e, durante l'estate del 2018, ha scritto una popolare e premiata rubrica bisettimanale, Without a Doubt, sul quotidiano diocesano The Rhode Island Catholic. A partire dal settembre dello stesso anno, il vescovo ha scritto una nuova rubrica sulla stessa testata intitolata The Imitation of Christ. Gli articoli sono stati raccolti in due volumi: Without a Doubt: Bringing Faith to Life e Effective Faith: Faith that Makes a Difference.
Nel novembre del 2011 e nel novembre del 2019 ha compiuto la visita ad limina.
In seno alla Conferenza dei vescovi cattolici degli Stati Uniti è membro di diversi comitati.
Il 1º maggio 2023 papa Francesco ha accolto la sua rinuncia al governo pastorale della diocesi di Providence per raggiunti limiti di età; gli è succeduto il vescovo coadiutore Richard Garth Henning.
Tobin è un appassionato fan dei Pittsburgh Steelers ed espone uno striscione degli Steeler sulla sua residenza durante ogni giornata di gioco.

## Opinioni
Nel novembre del 2009, il membro del Congresso del Rhode Island Patrick J. Kennedy ha detto che Tobin gli aveva comunicato che non avrebbe potuto ricevere la comunione a causa del suo sostegno alla legalizzazione dell'accesso all'aborto. Tobin ha affermato di aver scritto Kennedy in confidenza nel 2007 e di non aver mai inteso la faccenda come una discussione pubblica, aggiungendo "allo stesso tempo, risponderò assolutamente pubblicamente e con forza ogni volta che attacca la Chiesa cattolica, travisa gli insegnamenti della Chiesa o rilascia dichiarazioni inesatte su il mio ministero pastorale".
Quando il presidente Barack Obama ha annunciato il sostegno al matrimonio tra persone dello stesso sesso, Tobin ha detto che era "un giorno triste nella storia americana". Le sue opinioni sulla moralità cattolica e sul voto hanno incluso il concetto che votare per un candidato pro-choice, femminista o pro-LGBTQ è moralmente inaccettabile. Ha anche affermato:
Nell'agosto del 2013, Tobin ha annunciato di aver cambiato la sua affiliazione di partito da democratica a repubblicana, citando il sostegno del Partito Democratico all'accesso all'aborto come motivo principale per tale scelta. Più tardi nell'anno ha criticato papa Francesco in più occasioni. Dopo che il pontefice ha rimproverato i cattolici che sono "ossessionati" dall'aborto, Tobin, senza citare direttamente il papa per nome, ha definito la questione dell'aborto "un'ossessione molto importante". "Una cosa è per lui allungare la mano, abbracciare e baciare i bambini piccoli", ha detto Tobin. "Sarebbe anche meraviglioso se in modo spirituale allungasse la mano, abbracciasse e baciasse i bambini non nati". Ha anche aggiunto di essere "un po' deluso da papa Francesco". Molti legislatori del Rhode Island hanno criticato Tobin per le sue parole, sia sull'aborto che sull'omosessualità e uno di essi ha sostenuto che il tono del vescovo fosse "non molto cristiano". Molti hanno dichiarato pubblicamente di preferire l'approccio meno dogmatico del pontefice. Tobin in seguito si è difeso, riferendosi ai suoi commenti come "piccole preoccupazioni", aggiungendo che aveva detto "tante belle cose" sul papa. In un'altra occasione, ha chiesto: "Una chiesa 'facile', priva di qualsiasi imperativo morale o sfida, è fedele alla sua missione?".
Il 1º giugno 2019, Tobin ha twittato:
Ha ricevuto reazioni sia negative sia di sostegno per il suo tweet ma, come riportato dalla Catholic News Agency e da altri; delle oltre 88 000 risposte e commenti, la maggior parte è stata critica.
Dopo che Motif, una rivista d'arte del Rhode Island ha pubblicato una lettera aperta critica al vescovo come editoriale firmato in risposta al tweet, due mesi la diocesi ha ritirato il permesso di tenere gli State Theatre Awards, ospitati e sponsorizzati dalla rivista, al McVinney Auditorium, un edificio appartenente alla Chiesa, dove l'evento si era tenuto in precedenza. Sia The Boston Globe che The Providence Journal, citando un portavoce della diocesi di Providence che imputava all'editoriale il motivo dell'annullamento della prenotazione, hanno affermato: "La rivista Motif ha pubblicato e ha accolto una lettera aperta che non rispetta le politiche della nostra sede. Il McVinney Auditorium non aveva un contratto firmato per questo evento e abbiamo ritenuto nel migliore interesse di entrambe le parti non ospitare la cerimonia di premiazione della rivista quest'anno".
Il 12 agosto 2020, Tobin ha suscitato polemiche su Twitter, suggerendo che il candidato alla presidenza democratica Joe Biden non fosse cattolico. Biden è però un cattolico professo che frequenta regolarmente la messa, ma gli è stata negata la Santa Comunione a causa del suo sostegno al diritto all'aborto. Il 21 ottobre 2020 si è opposto all'apertura di papa Francesco alle unioni civili. Ha detto che "contraddice chiaramente quello che è stato l'insegnamento di vecchia data della Chiesa". Secondo Tobin, "le persone con attrazione per lo stesso sesso sono amati figli di Dio e devono vedere riconosciuti e protetti dalla legge i loro diritti umani e civili personali. Tuttavia, la legalizzazione delle loro unioni civili, che cercano di simulare il santo matrimonio, non è ammissibile".
Il 23 luglio 2021 si è opposto anche al motu proprio di papa Francesco Traditionis custodes dichiarando che "Il Papa ha utilizzato una motosega quando era necessario soltanto un bisturi", riferendosi al fatto che sono poche le comunità che utilizzando la messa tridentina per evidenziare una spaccatura con Roma.

## Genealogia episcopale e successione apostolica
La genealogia episcopale è:
- Cardinale Scipione Rebiba
- Cardinale Giulio Antonio Santori
- Cardinale Girolamo Bernerio, O.P.
- Arcivescovo Galeazzo Sanvitale
- Cardinale Ludovico Ludovisi
- Cardinale Luigi Caetani
- Cardinale Ulderico Carpegna
- Cardinale Paluzzo Paluzzi Altieri degli Albertoni
- Papa Benedetto XIII
- Papa Benedetto XIV
- Papa Clemente XIII
- Cardinale Enrico Benedetto Stuart
- Papa Leone XII
- Cardinale Chiarissimo Falconieri Mellini
- Cardinale Camillo Di Pietro
- Cardinale Mieczysław Halka Ledóchowski
- Cardinale Jan Maurycy Paweł Puzyna de Kosielsko
- Arcivescovo Józef Bilczewski
- Arcivescovo Bolesław Twardowski
- Arcivescovo Eugeniusz Baziak
- Papa Giovanni Paolo II
- Cardinale Donald William Wuerl
- Vescovo Michael Richard Cote

La successione apostolica è:
- Vescovo Robert Charles Evans (2009)

## Araldica
| Stemma | Titolare                                  | Descrizione |
|        | Thomas Joseph Tobin Vescovo di Providence | Partito cucito: al primo d'azzurro a tre croci ancorate d'argento; al secondo d'azzurro, a tre foglie di quercia d'oro, alla pila alzata cucita di rosso, alla candela nascente d'argento, fiammeggiante d'oro, caricata del chrismon di nero. Ornamenti esteriori da vescovo. Motto: "Strong - loving - wise" ("Forte - amorevole - saggio"). |